# Dragočavska Rijeka
Dragočavska Rijeka (Dragočevska Rijeka) je naseljeno mjesto u općini Foči, Republika Srpska, BiH. Godine 1950. pripojeno je naselju Dragočavi (Sl.list NRBiH, br.10/50). Nalazi se na ušću manje rječice u istoimenu rijeku.